# Марія Луїза Бурбон-Сицилійська
Марія Іммакулата Луїза Бурбон-Сицилійська (італ. Maria Immacolata Luisa di Borbone, Principessa di Borbone delle Due Sicilie), ( 21 січня 1855 — 23 серпня 1874) — принцеса Обох Сицилій з династії Бурбонів, донька короля Обох Сицилій Фердинанда II та австрійської ерцгерцогині Марії Терези, перша дружина Генріха Бурбон-Пармського, графа Барді.

## Біографія
Народилась 21 січня 1855 року у королівському палаці в Казерті на околиці Неаполя. Була одинадцятою дитиною та четвертою донькою в родині короля Обох Сицилій Фердинанда II та його другої дружини Марії Терези Австрійської. Хрещеною матір'ю новонародженої стала принцеса Марія Луїза Карлота Пармська. Дівчинка мала старших сестер Марію Аннунціату, Марію Іммакулату та Марію Пію й братів Людовіко, Альфонсо, Ґаетано та Паскаля. Інші діти померли в ранньому віці до її народження. Також мала єдинокровного брата Франческо від першого шлюбу батька, який мав стати королем після нього.

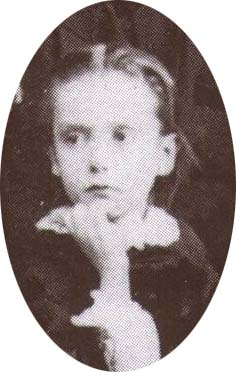
Марія Луїза близько 1860 року

Шлюб батьків був щасливим, матір, яка була дуже релігійною жінкою, багато уваги приділяла вихованню дітей. 
Батька не стало, коли Марії Луїзі було 4 роки. Матір більше не одружувалася і намагалася зберегти свій вплив на пасинка, що став на чолі країни. Втім, його правління тривало недовго, вже у травні 1860 Джузеппе Гарібальді почав свій «похід тисячі». За кілька місяців королівство було повністю захоплене.
Родина спершу втекла до Гаети, а звідти — до Риму, де Папа Римський надав їм притулок у Квіринальському палаці. 
Згодом Марія Тереза орендувала палацо Ніпоті в Римі, де мешкала разом із дітьми. Кожен з них мав свої апартаменти та свого вихователя. Раз на тиждень слухали релігійні настанови, раз на рік — відбувалося духовне усамітнення, в якому брали участь усі члени родини.
Марія Луїза з дитинства була відома своїм благочестям. Особливо шанувала Непорочне Серце Діви Марії та святого Алоїзія Гонзагу. Дівчинка прийняла перше причастя 24 грудня 1865 року у каплиці Римського коледжу, де святий Алоїзій давав обітниці. Свої щомісячні гроші, отримувані на повсякденні витрати, віддавала бідним.
У серпні 1867 року Марія Тереза та її найменший син Дженнаро померли під час епідемії холери. 
Після смерті матері діти переїхали до палаццо Фарнезе, де жив їхній єдинокровний брат Франческо. Марія Луїза навчалася італійської, французької та німецької мов, брала уроки малювання олією й аквареллю. Їй вдавалося як писання пейзажів, так і портретів.
У жовтні 1867 року Джузеппе Гарібальді атакував Рим. Марія Луїза та її сестра Марія Піа, що залишалися неодруженими, мешкали в Апостольському палаці у Ватикані до перемоги Папи у битві при Ментані 3 листопада. Кожного дня вони мали бесіди із Пієм IX та під час меси приймали причастя з його рук.
У 1870 році Рим знову зазнав нападу, через що сестри у супроводженні гувернантки Марії Лазерре втекли до Больцано, а звідти — до Канн.
У віці 18 років Марія Луїза побралася із 22-річним принцом Пармським Генріхом, сином Карла III Пармського. Старша сестра нареченої, Марія Пія, була одружена зі старшим братом нареченого, Робертом. Симпатії Марії Луїзи викликало те, що наречений отримав освіту у коледжі єзуїтів. Вінчання відбулося 25 листопада 1873 у Каннах. Дітей у подружжя не було.

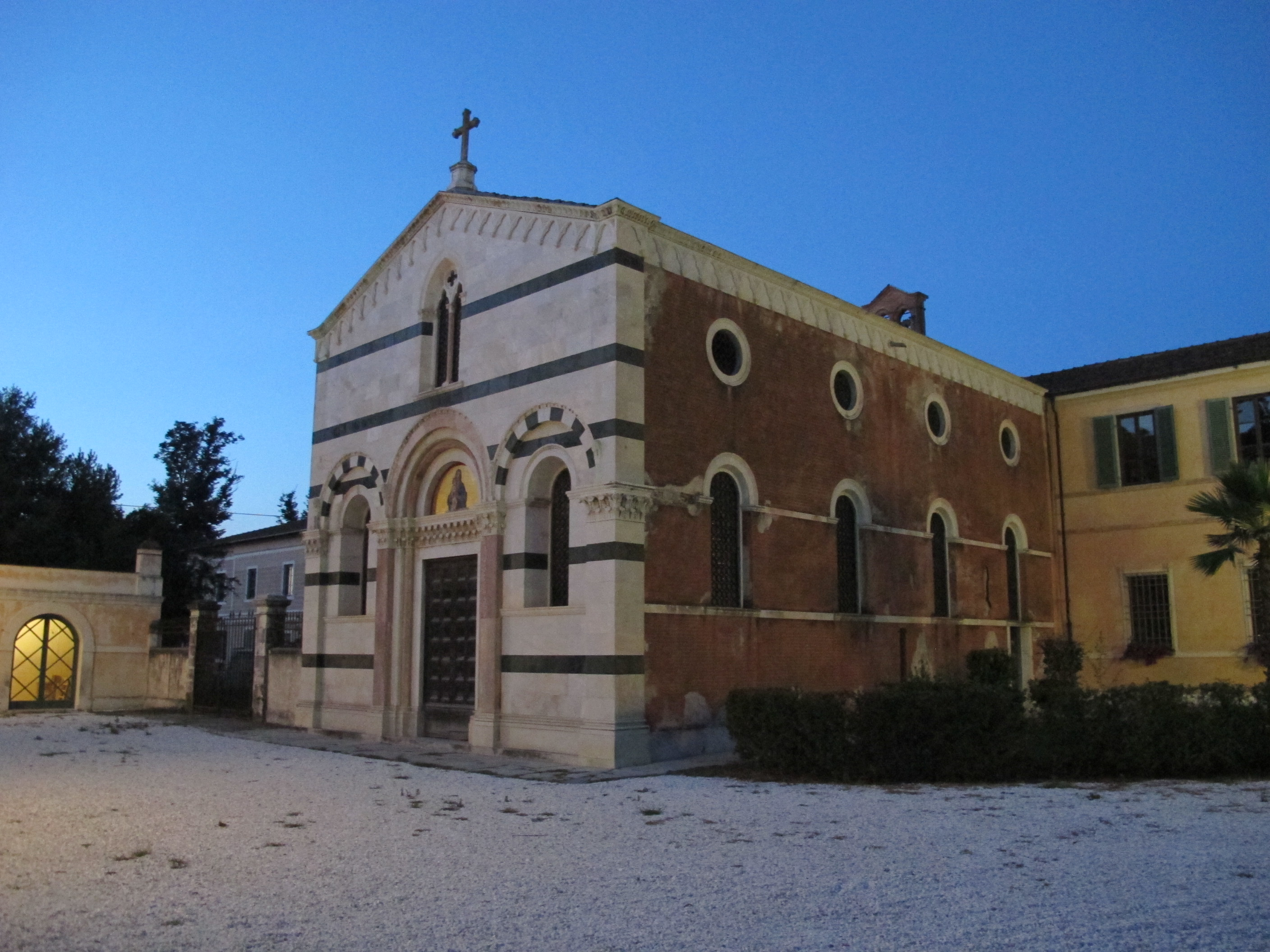
Каплиця Святого Карла

Після весілля молодята вирушили у медовий місяць до Єгипту, де Марія Луїза захворіла на хворобу, яка перебігала з гарячкою. Було вирішено повертатися до Франції, і 30 березня 1874 пара прибула до Марселю. Для подальшого лікування принцесу відвезли до міста Котере, де знаходилися сірчані лазні. По дорозі була зроблена зупинка у Святилищі Богоматері в Лурді, де принцесу двічі, на її прохання, занурювали у воду. Лікарі стверджували, що випадок безнадійний, і наприкінці липня Марію Луїзу перевезли до По, де їй трохи покращало, що викликало надію чоловіка на її одужання. Втім, жінка розуміла свій стан і викликала сповідника. Її також навідувала зовиця Маргарита Бурбон-Пармська.
Пішла з життя принцеса 23 серпня. Була похована у каплиці Святого Карла, на віллі Бурбонів у В'яреджо.

## Нагороди
- Орден Королеви Марії Луїзи.